# لاست این کی‌یف
لاست این کی‌یف (به انگلیسی: Lost in Kiev) یک گروه پست راک فرانسوی است که در سال ۲۰۰۷ در پاریس تأسیس شد.
اولین آلبوم آنها با نام «حرکات» (به انگلیسی: Motions) در ۲۷اوت۲۰۱۲ به صورت دیجیتالی منتشر شد و چند ماه بعد به صورت سی دی و وینیل منتشر گردید. آلبوم مفهومی که به عنوان موسیقی متن یک فیلم تصور شده بوده و به گروه امکان معرفی خود را فراهم می‌کرد و در طول کنسرت‌های مختلف در فرانسه، به ویژه به عنوان پیش نوازی از گروه "EF" به اجرا درآمد.
اولین تور اروپایی گروه با نام «زیرو آبسلو» (به فرانسوی: Zero Absolu) گروه را در آوریل ۲۰۱۳ به فرانسه، بلژیک، آلمان و چک رهنمون کرد.

## اعضا

### اعضای کنونی
- جرمیا لگراند - درام، نمونه (از سال ۲۰۲۲)
- ماکسیم اینگراند - گیتار، سینت سایزر
- ژان کریستف کوندت - باس، سینت سایزر
- دیمیتری دنات - گیتار

### اعضای سابق
- یوآن ورمولن - درام، نمونه (۲۰۰۷–۲۰۲۲)
- فیلیپ خلیلیان - گیتار
- جولین شاپله - سینت سایزر
- کریستین سایمون - باس
- وینسنت بدفرت - گیتار

## دیسکوگرافی

### آلبوم‌های استودیویی
- ۲۰۱۲: حرکات (به انگلیسی: Motions)
- ۲۰۱۶: شب سیاه (به فرانسوی: Nuit noire)
- ۲۰۱۹: پرسونا (به انگلیسی: Persona)[۴][۵]
- ۲۰۲۲: گسیختگی (به انگلیسی: Rupture)[۶]

#### ای‌پی‌ها
- ۲۰۱۳: لاست این کی‌یف & زیرو آبسلو

### تک آهنگ‌ها
- ۲۰۱۰: امیدها، دعواها و ناامیدی‌ها (به انگلیسی: Hope, Fights & Disillusions)

## کلیپ‌های ویدئویی
- ۲۰۱۶: بی خوابی (از آلبوم شب سیاه)
- ۲۰۱۹: پرسونا (از آلبوم پرسونا)
- ۲۰۱۹: لایف‌لوپر® (از آلبوم پرسونا)

تمامی کلیپ‌ها توسط یوآن ورمولن، درامر گروه تا سال ۲۰۲۲ کارگردانی شده‌است.